# Pic de Pinède
Le pic de Pinède (en espagnol pico de Pineta) est un sommet des Pyrénées, situé sur la frontière franco-espagnole entre les Hautes-Pyrénées, en région Occitanie, et la province de Huesca dans la communauté d'Aragon, qui culmine à 2 860 ou 2 861 mètres d'altitude dans le massif du Mont-Perdu.

## Géographie
Il est situé entre le département des Hautes-Pyrénées en pays Toy en partie sud de la vallée d'Estaubé sur la commune de Gavarnie-Gèdre et la vallée de Bielsa en Espagne.

### Topographie
Il est situé à l'est de la brèche de Tuquerouye, à l'ouest de la pointe du Forcarral et au sud du cirque d'Estaubé. Il surplombe l'ibón de Marboré au sud et le cirque de Pineta.

### Hydrographie
Le sommet délimite la ligne de partage des eaux entre le bassin de la Garonne côté nord, qui se déverse dans l'Atlantique, et le bassin de l'Èbre, qui coule vers la Méditerranée côté sud.

## Voies d'accès
Côté français, au départ de Gèdre et Héas, par le barrage des Gloriettes au fond du cirque d'Estaubé, à la cabane d'Estaubé prendre le sentier vers la brèche de Tuquerouye. Côté espagnol via le GR 11 depuis le refuge de la Larri.

## Protection environnementale
Le pic est situé dans le parc national des Pyrénées et fait partie d'une zone naturelle protégée, classée ZNIEFF de type 1 : « cirques d'Estaubé, de Gavarnie et de Troumouse » et de type 2 : « haute vallée du gave de Pau : vallées de Gèdre et Gavarnie ».